# Decompressione microvascolare

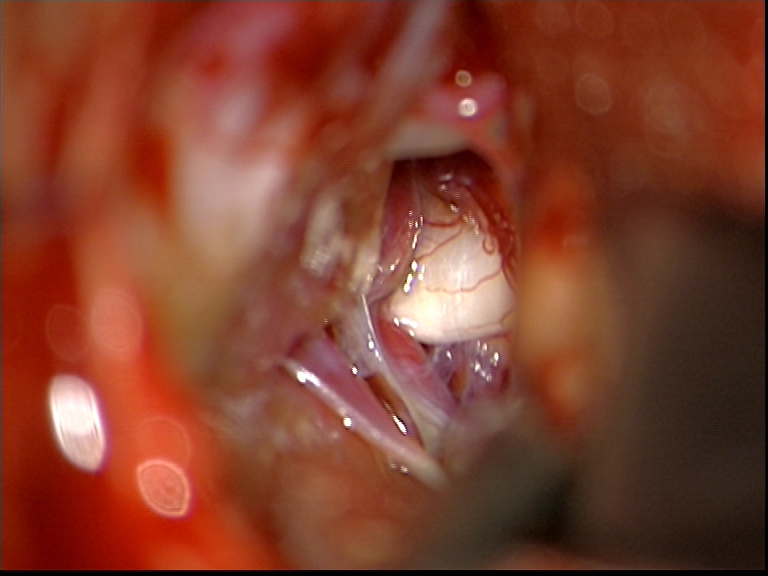
Nervo trigemino circondato e compresso da vasi sanguigni (conflitto neuro-vascolare). Foto ottenuta con microscopio operatorio ad elevato ingrandimento durante la fase iniziale di un intervento di microdecompressione vascolare per nevralgia del trigemino.

La microdecompressione vascolare (in sigla MVD) o decompressione microvascolare, conosciuta anche come la procedura di Jannetta, è una procedura neurochirurgica usata per trattare la nevralgia del trigemino, una sindrome dolorosa caratterizzata da gravi episodi di dolore facciale intenso, e per il trattamento dello spasmo emifacciale.

## Storia
Nicholas Andre descrisse per primo la nevralgia del trigemino nel 1756. Nel 1891 sir Victor Horsley propose la prima procedura chirurgica aperta per il disturbo che coinvolgeva la sezione di radicelle pregangliari del nervo trigemino. Walter Dandy, negli anni 20 del secolo scorso, era un sostenitore della sezione parziale del nervo nella fossa cranica posteriore. Durante questa procedura notò la compressione del nervo da parte di anse vascolari anomale, e nel 1932 propose la teoria che la nevralgia del trigemino fosse causata dalla compressione del nervo da un vaso sanguigno.  Con l'avvento del microscopio operatorio, Peter Jannetta poté confermare ulteriormente questa teoria nel 1967 e perfezionò la tecnica di spostamento del vaso incriminato e del posizionamento di una microspugna per evitare che il vaso tornasse alla sua posizione originaria come trattamento per la nevralgia del trigemino.

## Selezione dei pazienti
I pazienti che hanno maggiori probabilità di beneficiare di una decompressione microvascolare (MVD) sono quelli con la forma classica di nevralgia del trigemino, caratterizzata da dolori intermittenti tipo scarica elettrica. La diagnosi di questo disturbo viene effettuata sulla base dei sintomi dei pazienti e con l'esame neurologico. Non esistono esami del sangue o marcatori genetici per la diagnosi della malattia. In alcuni casi possono essere utilizzati studi neurofisiologici. La risonanza magnetica può contribuire ad eliminare altre diagnosi e in alcuni casi consentire la visualizzazione del conflitto vascolare con il nervo. Il dolore di solito può essere scatenato da zone del volto cosiddette trigger. Gli stimoli scatenanti comuni sono il tocco leggero, mangiare, parlare o truccarsi. La maggior parte dei pazienti in cui il dolore migliora con una MVD erano migliorati, almeno temporaneamente, con i farmaci.  
I candidati all'intervento di MVD devono essere abbastanza sani per subire un intervento chirurgico. Il rischio di un intervento chirurgico può aumentare con l'aumentare dell'età del paziente.  

## Tecnica chirurgica
L'intervento viene effettuato in anestesia generale. In molti casi viene utilizzato il monitoraggio elettrofisiologico della funzione del viso e dell'udito (nervi facciale ed acustico). Viene effettuata un'incisione dietro l'orecchio ed effettuata una piccola apertura del cranio, esponendo la dura madre. La dura madre viene aperta per esporre il cervelletto, che viene delicatamente retratto per accedere all'angolo ponto-cerebellare. Utilizzando un microscopio operatorio e micro-strumenti si effettua la dissezione della membrana aracnoidea fino a visualizzare l'8°, 7° e infine il nervo trigemino. Il nervo viene esplorato ed il conflitto vascolare viene risolto mobilizzando il vaso offendente. Una volta che il vaso è stato mobilizzato, viene interposto del materiale che funge da cuscinetto ed evita che il vaso torni in contatto con il nervo.
Dopo aver completato la decompressione si sutura la dura e viene ricostruito il cranio ed i tessuti sovrastanti. Il paziente viene svegliato e portato in un reparto di terapia intensiva o altra unità sotto stretta osservazione.

## Risultati
La più grande casistica è stata riportata da Jannetta e pubblicata sul New England Journal of Medicine nel 1996. Il tasso di successo iniziale era 82% per la remissione completa con un ulteriore 16% di remissione parziale con un tasso di successo iniziale combinato del 98%. A 10 anni di follow -up , il 68% aveva nessun sintomo o sintomi ridotti e controllati con terapia farmacologica. Il 32% ha avuto ripresa dei sintomi.  Altre serie riportano risultati simili o migliori. 

## Complicazioni
Le complicanze dell'intervento di MVD possono essere gravi, sebbene rare: morte (0,1%) , ictus (1%) , perdita di udito (3%) e debolezza facciale (0,5%).
Altre complicazioni includono perdita di liquor e infezione della ferita (1%) . La maggior parte dei pazienti presentano dolore al collo transitorio, nausea  e cefalea nei primi giorni dopo l'intervento.

## Altre procedure
Esistono diverse altre procedure chirurgiche per il trattamento della nevralgia del trigemino, tra cui la rizotomia percutanea, l'iniezione percutanea di glicerolo, la compressione percutanea con palloncino e la radiochirurgia con Gamma Knife o Cyber knife. Rispetto alle altre procedure, la MVD ha il più alto tasso di successo a lungo termine ma comporta anche il rischio più elevato.